# Berna Carrasco

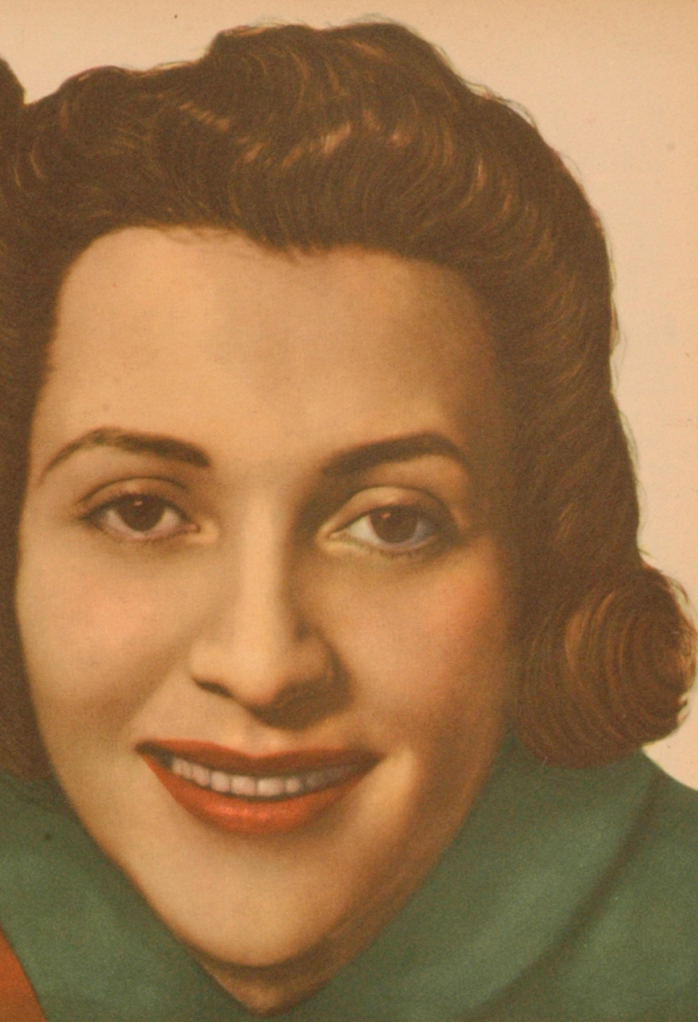
Berna Carrasco (1939)

Berna Carrasco Araya (* 19. Dezember 1914 in San Bernardo; † 7. Juli 2013) war eine chilenische Schachspielerin.
Carrasco erreichte bei der Schachweltmeisterschaft der Frauen 1939 den dritten Platz hinter Weltmeisterin Vera Menchik und Sonja Graf. Sie trug den Titel einer Internationalen Meisterin der Frauen (WIM).
Sie war der einzige weibliche Teilnehmer der Schacholympiade 1966 in Havanna. Ihre Mannschaft Chile erreichte dabei den 38. Platz der Gesamtwertung und den zehnten von vierzehn Plätzen der Finalgruppe C. Sie selbst erreichte null Punkte aus vier Partien am ersten Reservebrett.